# Acatlán de Osorio
Acatlán de Osorio est la capitale municipale d'Acatlán, une des 217 municipalités de l'État mexicain de Puebla. Située au centre nord de la commune, c'est l'une des plus grandes villes de la région mixtèque et, en raison de son importance régionale, Acatlán de Osorio est surnommée La Perla de la Mixteca,.